# Сметанин, Григорий Максимович
Григорий Максимович Сметанин (10 (22) января 1845 — 10 (22) января 1900) — почётный гражданин города Новгорода, потомственный почётный гражданин, купец 1-й гильдии, городской голова, гласный Городской Думы, новгородских губернского и уездного земских собраний, почётный мировой судья по Новгородскому уезду.

## Биография
Родился 10 (22) января 1845 года в городе Белозерске Новгородской губернии в небогатой семье. В 1847 году, когда Григорию исполнилось 2 года, Сметанины переехали в Крестцы.
В Крестецком уездном училище Григорий Сметанин получил первоначальное образование.
Уже в молодые годы Григорий Максимович начал своё дело и вёл торговлю хлебом, наращивая капитал, и в 1870-е годы был зачислен в купеческое сословие во 2-ю гильдию.
В Кре́стцах с 1872 года начинается его общественная деятельность: он избирается Крестецким городским обществом в члены сиротского суда и гласным Крестецкой Городской думы.
В 1877 году, после женитьбы на дочери новгородского купца Афанасия Евдокимова — Ольге, Григорий Максимович переезжает на жительство в Новгород, где становится купцом 1-й гильдии.
В 1883 году Григорий Максимович приобрёл на Торговой стороне напротив Ярославова дворища в собственность землю с деревянными постройками и двумя домами — двухэтажным, построенным в начале XIX века в стиле классицизма, и одноэтажным с каменным флигелем.
Позднее, в 1887 году, по доверенности жены Григорий Максимович приобретает у купца Агапова смежный с его владением участок земли с одноэтажным каменным домом с мезонином, «разделяемым воротами на две половины», с тремя куренями, деревянным сараем, землёй под строениями и двором.
Фамильные владения Сметаниных занимали большую территорию квартала, ограниченного улицами: Московской (ныне Большая Московская), Никольской и Мало-Михайловской улицами.
В 1887 году на территории своей усадьбы на углу Мало-Михайловской и Никольской улиц Григорий Максимович открыл собственный завод по производству ликёро-водочных изделий.
В 1890 году недалеко от Новгорода Г. М. Сметанин купил у Бутаковой Софьи Александровны, бабушки С. В. Рахманинова, имение Борисово с господским домом, соединённым с флигелем для работников, множеством хозяйственных построек, двумя конюшнями — для рабочих лошадей и выездных. Обслуживали имение немцы-колонисты, проживавшие по соседству в селе Борисово. Имение получило новое название — Ольгино, в честь супруги Григория Максимовича, так же известно другое название имения: Сметанинская мыза.

### Богемия
В 1878 году Сметанин осуществил первое серьёзное купеческое предприятие. 3 (15)  октября 1878 года Григорий Максимович подаёт прошение в Новгородскую городскую управу: «Желаем я с компаниею с купцами Садовским и Стальновым построить в Новгороде, 1-й части, 3 участка по Набережной Волхова на углу Дмитриевской и Николо-Качановской улиц, пивоваренный завод, без употребления в нем каких-либо паровых машин…». Для завода учредители приобретают участок земли с постройками у наследников купца Фёдорова. После осмотра городским архитектором Ламакиным места и здания, предлагаемых к устройству пивоваренного завода, было получено разрешение на строительство. Нотариусом К. К. Раковским, была заверена внесённая в книгу актов запись под № 905 за 1878 год о договоре между купцами Акимом Миничем Стальновым, Григорием Максимовичем Сметаниным и Константином Станиславовичем Садовским о создании товарищества пивомедоваренного завода под маркой «Богемия».
В декабре 1878 года в департамент торговли и мануфактур было направлено для сведения сообщение об открытии в Новгороде пивомедоваренного товарищества под маркой «Богемия».

### Благотворительность и общественная деятельность
Особую благодарность Г. М. Сметанин заслужил своей благотворительностью и обширной общественной работой во имя Новгорода.
С 1878 года до конца жизни он состоял действительным членом губернского попечительства детских приютов, с 1880 года членом правления Новгородского попечительного о бедных общества.
С 1879 года Г. М. Сметанин занимал должность директора губернского тюремного комитета, с 1882 по 1884 года входил в состав попечительства исправительного арестанского отделения на которое возлагалось наблюдение за нравственным исправлением арестантов.
Григорий Максимович, как человек глубоко верующий, много помогал православной церкви. На протяжении двадцати лет Г. М. Сметанин состоял церковным старостой в Николо-Дворищенском соборе, а с 1897 года — в Софийском кафедральном соборе. 29 апреля (11  мая) 1888 года Григорий Максимович всемилостивейше пожалован за заслуги по духовному ведомству золотой медалью «За усердие» для ношения на шее на Андреевской ленте.
С 1881 года Г. М. Сметанин почётный блюститель, а в дальнейшем попечитель городского мужского приходского училища на Торговой стороне, с 1893 года — почётный смотритель городского трёхклассного училища, с 1894 года — член Общества пособия недостаточным учащимся в учебных заведениях города Новгорода, с 1896 года — член уездного училищного совета.
С 1884 года — член местного управления Российского общества Красного Креста.
С 1883 по 1890 года — директор Городского общественного банка.
С 1884 года Григорий Максимович состоял гласным Новгородского уездного земского собрания и Новгородской городской думы, а с 1893 — гласным Губернского земского собрания. С 1886 года — член от купечества новгородского губернского податного присутствия.
За свою разностороннюю деятельность Сметанин Г. М. был награждён Орденом Святой Анны 3-й степени и Орденами Святого Станислава 2-й и 3-й степеней, а также неоднократно был награждён золотыми медалями для ношения на шеи на лентах вплоть до Андреевской.

### Городской голова
В 1893 году потомственный почётный гражданин Г. М. Сметанин избирается городским головой.
В 1893 году на открытие народных чтений, задуманные кружком местной интеллигенции, Сметанин внёс деньги на приобретение для них картин и изготовление скамеек в зале городского училища на Ярославовом дворище. Его стараниями в 1894 году был открыт городской ломбард, учреждена сберегательная касса для служащих канцелярии городской управы, сиротского суда, городского банка и ломбарда, изданы обязательные постановления о воскресном отдыхе приказчиков.
В 1895 году благодаря стараниям городского головы и его дочери Ольги Григорьевны Стальновой в Новгороде на Предтеченской улице открылся Дом трудолюбия с бесплатной столовой и ночлежным приютом, на которые он пожертвовал 2,5 тысячи рублей.
При Сметанине было устроено электрическое освещение в Кремле. В 1896 году по проекту новгородского архитектора Ф. И. Воронца между Московским и Хутынским шоссе в городе сооружены образцовые скотобойни с очистными сооружениями.
В 1890-е годы в связи с понижением аренды пожен и введением казённой винной монополии, из-за чего значительно сократились доходные статьи города, городской голова Г. М. Сметанин инициировал и добился утверждения новых сборов — за стоянку судов, ветеринарный осмотр привозного мяса, с грузов.
В 1897 году Григория Максимовича переизбрали городским головой на второй срок.
Будучи городским головой, Сметанин уделял много внимания вопросам общественного призрения и благотворительности, заботился о содержании городской богадельни, Петровского сиротского отделения, Таировского приюта, пожертвовал несколько тысяч рублей на устроение шоссе в Хутынский монастырь.
Вместе с губернским земством городская управа участвовала в устройстве в Новгороде инфекционной больницы на Яковлевой улице. В 1897 году по инициативе и при материальной поддержке Григория Максимовича был открыт городской родильный приют, а в 1898 году открыта бесплатная городская амбулатория.

### Владимирский водопровод
Одним из важнейших дел этого периода стало сооружение городского водопровода. Идея сооружения водопровода всецело принадлежала Григорию Максимовичу. Благодаря его стараниям на устройство водопровода по Высочайшему повелению императора Николая II из казны было выделено 150 тысяч рублей, из которых 50 тысяч безвозвратно и 100 тысяч с возвращением в течение 30 лет без начёта процентов. Ещё 50 тысяч безвозмездно было выделено из военного ведомства, благодаря Великому князю Владимиру Александровичу, за помощью к которому обращался Сметанин. Из представленных проектов водопровода был выбран проект петербургского инженера Михаила Ивановича Алтухова. В 1897 году началось строительство водопровода, строительные работы осуществляло Товарищество Щербакова. 27 ноября (9 декабря) 1899 года в день праздника иконы «Знамение» состоялось торжественное открытие городского водопровода. С согласия Великого князя Владимира Александровича, полученного в ответ на просьбу городского головы Г. М. Сметанина, водопровод был назван «Владимирским».
По инициативе Григория Максимовича в Новгороде был устроен первый фонтан.

### Почётный гражданин Новгорода
В ноябре 1899 года Городская дума единогласно приняла постановление об избрании Сметанина почётным гражданином Новгорода «в благодарность за понесенные им труды по городскому управлению и главным образом по устройству водопровода и городской скотобойни».
В 1899 году Г. М. Сметанин избран почётным мировым судьёй по Новгородскому уезду.
Последним свершением Григория Максимовича для Новгорода было пожертвование земли и 2 тысяч рублей для строительства нового здания женской гимназии.
С 1896 года здоровье Григория Максимовича с каждым годом стало ухудшаться. 19 (31)  августа 1899 года Сметанин с семейством едет на лечение в Крым в Алупку, где пробыл до октября месяца, но поездка на юг не дала ожидаемого результата.
Скончался Григорий Максимович Сметанин 10 (22) января 1900 года — в день своего рождения, именин и бракосочетания. Литургия и отпевание состоялись 13 (25) января в Софийском кафедральном соборе и были совершены преосвященным Арсением, епископом Кирилловским. После отпевания, по пути следования похоронной процессии была совершена полная панихида перед зданием траурно убранной Городской думы. Согласно завещанию похоронили его на кладбище Антониева монастыря близ Рождественского собора.
Спустя десять лет после смерти уважаемого общественного деятеля Нил Иванович Богдановский — русский актёр, издатель, редактор и публицист, в своей газете «Волховский листок» напишет: «Без преувеличения смело можно сказать, что Григорий Максимович Сметанин всегда может служить путеводной звездой для ныне здравствующего и будущих городских голов к честному и бескорыстному служению родному городу и высокогуманной помощи неимущим всех рангов, чинов, званий и положений…».

## В память о Г. М. Сметанине
9 декабря 2009 года по инициативе «Новгородского водоканала» в день 110-летия открытия новгородского водопровода в память о Григории Максимовиче Сметанине на фасаде дома № 8/7 по улице Большая Московская была установлена мемориальная доска. На доске нанесён текст:

В этом доме в конце XIX века жил и работал купец первой гильдии, Почетный гражданин города, гласный Новгородской городской Думы, Почетный мировой судья по Новгородскому уезду Сметанин Григорий Максимович (1845—1900)

Благодаря неутомимой энергии Г. М. Сметанина в Новгороде появились: водопровод, родильный приют, амбулатория и электрическое освещение в кремле.
В знак уважения и доброй памяти МУП «Новгородский водоканал».

В Великом Новгороде сохранились два дома (№ 8/7и № 10) по улице Большая Московская, которые принадлежали семье Сметаниных. 27 января 1997 года Постановлением Администрации Новгородской области N 21 оба здания отнесены к памятникам истории и культуры местного значения.
К сожалению, монастырский некрополь в обители святого Антония, с приходом советской власти, когда стали закрывать монастыри, а вместе с ними и кладбища бывших монастырей, был разорён, многие могилы были уничтожены. Такая участь постигла и семейный склеп Сметаниных, располагавшийся у южного крыльца собора Рождества Богородицы Антониева монастыря.